# 艋舺大道
艋舺大道（英語：Bangka Boulevard）位於臺北市萬華區，東起中華路二段、和平西路，西至華翠大橋與新北市板橋區的縣民大道銜接，地底下有臺鐵縱貫線、高鐵經過。艋舺大道前身為臺灣鐵路縱貫線的路廊，當時鐵道高於地面，所以路旁小徑無汽車出入，住家面對鐵道的部分都是後門；後來因鐵路地下化工程，變更鐵路用地為道路用地，改成寬敞的平面道路，透過民眾票選命名為「艋舺大道」，於2001年6月30日通車並同步掛牌，沿線原住址為汕頭街及大理街巷弄近千戶則於同年底前全面更換門牌。

## 交匯道路
(由東向西)
- 中華路二段
- 三水街
- 和平西路二、三段
- 汀州路一段
- 康定路
- 萬大路
- 興寧街
- 西園路一、二段。
- 雙園街
- 長順街
- 西藏路
  - 萬板大橋
- 華翠大橋
- 環河南路二、三段

## 沿線設施
- 臺鐵萬華車站（西站：康定路382號、東站：康定路319號）
- 萬華車站地下停車場
- 艋舺101大樓（101號）
  - 台北市政府第二行政中心（101號3-11樓）
  - 格萊天漾大飯店（101號13-16樓）
  - 臺北市勞動力重建運用處（101號4-5樓）
- 凱撒大飯店(台北凱達大飯店)（167號）
- 和平青草園
- 台北市公共自行車租賃系統西園艋舺路口站
- 台灣糖業公司商品行銷事業部台北營業所（297號）
- 時報大樓（303號）
- 中華民國紅十字會總會(運用時報大樓側翼建築)（303號）
- 大理國小（389號）
- 大理高中（長順街2號）
- 台北市公共自行車租賃系統大理高中站
- 環南綜合市場（環河南路二段245號）
- 萬板地下停車場（460號）